# صلاح الدين بنموسى
صلاح الدين بنموسى (مواليد 28 مارس 1945) هو ممثل مغربي، ظهر لأول مرة سنة 1964 في فرقة المسرح البلدي. شارك بعدها في العديد من الأفلام والمسلسلات التلفزيونية المغربية، ويعتبر من أوائل الممثلين ظهورًا في تاريخ السينما والتلفزيون المغربي.

## السيرة الذاتية
لصلاح الدين بنموسى تجربة طويلة في المسرح والتمثيل بدأها سنة 1964 في فرقة المسرح البلدي رفقة الطيب الصديقي، حيث قام بتشخيص عدة أدوار في عدة أعمال مسرحية لينتقل بعد ذلك إلى التلفزيون حيث شارك في مجموعة من المسلسلات منها: عابر سبيل، التضحية، حوت البحر الذي فاز بالجائزة الثانية في مهرجان القاهرة، الدار الكبيرة وغيرها.
كما أنه ومنذ بداية الستينيات وإلى غاية الثمانينيات، سهر على تأليف سكيتشات رفقة نور الدين بكر ومصطفى الداسوكين تم بثها خلال شهر رمضان على شاشة التلفزة.
وابتداء من سنة 1974، شارك صلاح الدين بنموسى في عدد كبير من الأعمال السينمائية منها: دموع الندم، بيضاوة، رماد الزريبة، الباب المسدود، شوف شوف حبيبي (سنة 2004)، عبدو عند الموحدين وغيرها.

## أعماله

### أفلام
- 1974: أحداث بلا دلالة
- 1976: رماد الزريبة
- 1979: ذراعي أفروديت (Bratele Afroditei)
- 1982: دموع الندم
- 1983: بامو
- 1984: الناعورة
- 1986: الباب المسدو
- 2002: ولد الدرب
- 2003: الدويبة
- 2003: ياقوت
- 2004: ليلة ممطرة
- 2006: عبدو عند الموحدين
- 2006: سالم وسويلم
- 2007: مياه سوداء
- 2010: طعم الصداقة
- 2013: البايرة
- 2016: الكنز المرصود
- 2017: رضات الوالدين
- 2018: صرخة من عالم آخر

### مسلسلات
- عابر سبيل
- التضحية
- 1992: حوت البر
- 2000 - 2004: ألف لام
- 2005 - 2006: العوني
- مداولة (سلسلة)
- 1996: الدار الكبيرة
- 2009: حديدان
- 2015 - 2016: مرحبا بصحابي
- 2017: حديدان في غيليز
- 2021: حديدان وبنت الحراز

## روابط خارجية
- صلاح الدين بنموسى على موقع IMDb (الإنجليزية)
- صلاح الدين بنموسى على موقع ألو سيني (الفرنسية)
- صلاح الدين بنموسى على موقع قاعدة بيانات الفيلم (الإنجليزية)